# Club Tristán Suárez
Club Social y Deportivo Tristán Suárez jest argentyńskim klubem z siedzibą w dzielnicy Tristán Suárez Buenos Aires.

## Osiągnięcia
- Mistrz piątej ligi (Primera D): 1975
- Mistrz czwartej ligi (Primiera C): 1994

## Historia

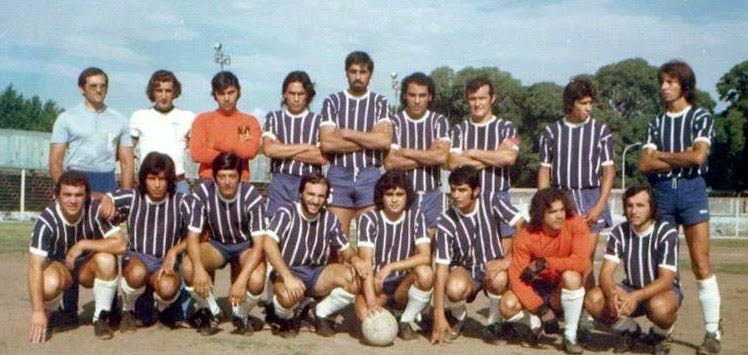
Skład zespołu w 1975 roku

Klub założony został 8 sierpnia 1929 roku pod nazwą Sportivo Tristán Suarez. Po długim okresie gry w ligach lokalnych klub w roku 1963 przystąpił do narodowej federacji piłkarskiej Asociación del Fútbol Argentino i rozpoczął grę w piątej lidze (Primera D). Dnia 24 grudnia 1963 roku oddano do użytku stadion klubu Estadio 20 de Octubre, mogący pomieścić 15000 widzów. W roku 2002 klub przyjął obecnie obowiązującą nazwę - Club Social y Deportivo Tristán Suárez. Tristán Suárez gra obecnie w trzeciej lidze argentyńskiej Primera B Metropolitana.